# Mishaal al-Saeed
Meshal Ahmed M. Al-Saeed (arabisch مشعل السعيد, DMG Mišʿal as-Saʿīd; * 18. Juli 1983 in al-Hasa) ist ein saudi-arabischer Fußballspieler.

## Karriere

### Verein
Er begann seine Laufbahn in seiner Heimat bei al-Hajr und wechselte von hier zur Saison 2004/05 zu al-Ittihad. Hier gewann er in dieser Saison sowie in der direkt darauf folgenden mit seiner Mannschaft die AFC Champions League. Zum Jahresstart 2013 schloss er sich dann al-Fateh an, mit denen er in der Saison 2013/14 auch noch einmal saudischer Meister wurde. Zur Saison 2015/16 wechselte er noch einmal für diese Spielzeit zu al-Wahda. Danach ist seine weitere Laufbahn nicht bekannt.

### Nationalmannschaft
Sein erstes Spiel für die saudi-arabische Nationalmannschaft war am 12. Oktober 2012, bei einem 3:1-Sieg über Indonesien während der Qualifikation für die Weltmeisterschaft 2006. Hier stand er in der Startelf und wurde später in der 65. Minute für Meshal al-Harthi ausgewechselt. Nach einem weiteren Spiel gut einen Monat später dauerte es aber einige Jahre, bis es weitere Einsätze gab.
Erst im Mai 2010 kam er in einem Freundschaftsspiel erstmals wieder zum Einsatz. Ab nun folgten einige Einsätze bei weiteren Freundschaftsspielen, bis es schließlich im Golfpokal 2010 gipfelte. Bei der Asienmeisterschaft 2011 war er auch noch einmal Teil des Kaders und kam in einem Gruppenspiel zum Einsatz. Dieses Spiel war dann aber auch sein letzter Einsatz für die Nationalmannschaft.